# Компанієць Микола Павлович
Компані́єць Мико́ла Па́влович  (1909 , Вільхівка, Область Війська Донського  — жовтень 1977 , Київ ) — український радянський і компартійний діяч, депутат Верховної Ради УРСР 1-го скликання (1938–1947). Член ЦК КП(б) України (1938–1949).

## Біографія
Народився 1909 року в родині залізничного машиніста в селі село Вільхівка (за іншими даними — в селі Коцурбівка), тепер Донецька область, Україна. Закінчив семирічну школу, з 1925 до 1927 року навчався в школі ФЗУ в місті Сталіно, брав участь в робітничій театралізованій бригаді «Синя блуза». У 1927–1929 роках працював на коксохімзаводі у Вільхівці, організовував драматичні гуртки на заводі та на шахті. У 1929–1931 роках працював на шахті та навчався на робітничому факультеті в місті Красний Луч.
Член ВКП(б) з 1931 року.
У 1931–1937 роках — студент електромеханічного факультету Дніпропетровського гірничого інституту. У 1937 році навчався в аспірантурі при кафедрі гірничих машин Дніпропетровського гірничого інституту, очолював комсомольську організацію Дніпропетровського гірничого інституту.
З 1937 року — начальник Дніпропетровського обласного Управління в справах мистецтв.
У травні 1938 — 12 липня 1944 року — начальник Управління в справах мистецтв при Раді народних комісарів Української РСР. 
26 червня 1938 року був обраний депутатом Верховної Ради УРСР 1-го скликання від Ново-Запорізької виборчої округи № 212 Дніпропетровської області. 
Під час німецько-радянської війни в 1941 році був уповноваженим Військової ради Південно-Західного фронту.
12 липня 1944 — 24 січня 1946 року — 1-й заступник начальника Управління в справах мистецтв при Раді народних комісарів УРСР.
24 січня 1946 — березень 1947 року — голова Комітету в справах мистецтв при Раді Міністрів УРСР.
У 1947–1949 роках — директор Київського театру опери і балету імені Тараса Шевченка.
У 1952 році закінчив Вищу партійну школу при ЦК ВКП(б).
У вересні 1952 — квітні 1953 року — заступник голови Комітету в справах мистецтв при Раді міністрів УРСР. 
У квітні 1953–1969 роках — начальник Головного управління в справах мистецтв Міністерства культури Української РСР; начальник Управління театрів Міністерства культури Української РСР; директор Київського українського драматичного театру імені Івана Франка; директор Київської студії телебачення; старший редактор Комітету по радіомовленню і телебаченню при Раді Міністрів УРСР.  
З 1969 року — персональний пенсіонер республіканського значення. У 1969–1973 роках — 1-й заступник голови правління Українського театрального товариства. Помер у жовтні 1977 року в місті Києві.

## Нагороди
- орден «Знак Пошани»
- медалі